# Rolex Learning Center

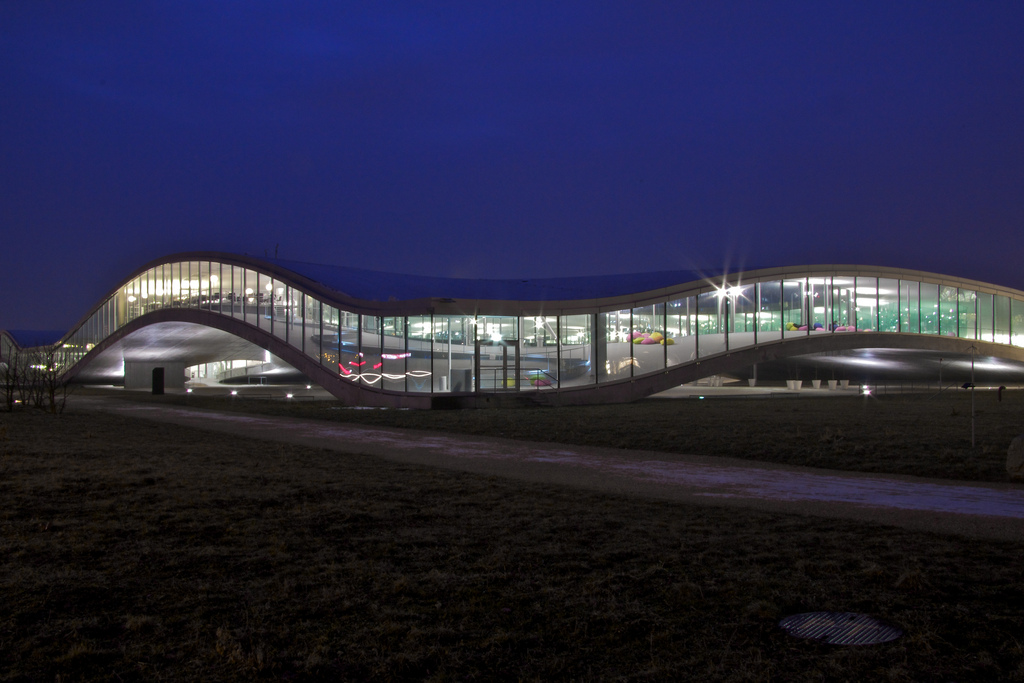
Il Rolex Learning Centre nel 2012.

Il Rolex Learning Center ("EPFL Learning Center") è il fulcro del campus ed ospita la biblioteca della Scuola Politecnica Federale di Losanna (EPFL), a Losanna, in Svizzera. Progettato dai vincitori del premio Pritzker 2010, il duo giapponese SANAA, è stato inaugurato il 22 febbraio 2010.

## Storia
Kazuyo Sejima e Ryue Nishizawa, partner dello studio di design SANAA basato a Tokyo, sono stati selezionati come principali architetti nella competizione internazionale indetta dall'EPFL nel dicembre 2004. Il team è stato selezionato tra famosi architetti, tra cui alcuni vincitori del premio Pritzker come Zaha Hadid, Rem Koolhaas, Diller Scofidio + Renfro, Jean Nouvel, Herzog & de Meuron, Ábalos & Herreros e Xaveer De Geyter.
La costruzione è avvenuta tra il 2007 e il 2009. Il costo totale di 110 milioni di franchi svizzeri fu finanziato dal governo svizzero e da sponsor privati, Rolex, Logitech, Bouygues Construction, Crédit Suisse, Nestlé, Novartis e SICPA.
L'edificio è stato aperto al pubblico il 22 febbraio 2010 ed inaugurato il 27 maggio 2010.

### Biblioteca
La biblioteca principale, contenente 500.000 opere stampate, è una delle più grandi collezioni scientifiche in Europa. Al suo interno si trovano quattro grandi aree di studio che possono ospitare fino a 860 studenti, uffici per oltre 100 membri dell'EPFL e altri dipendenti, una biblioteca multimediale con accesso a 10.000 riviste online e 17.000 e-book con avanzati sistemi di gestione dei prestiti e di ricerca bibliografica, un centro studi a uso dei ricercatori post-laurea con accesso all'archivio principale e alla raccolta delle ricerche condotte presso l'università. Ci sono inoltre aree dedicate all'insegnamento, tra cui dieci "bolle" per seminari, lavori di gruppo e altri incontri, un Centro linguistico e multimediale e gli uffici amministrativi associati.

## Funzioni principali

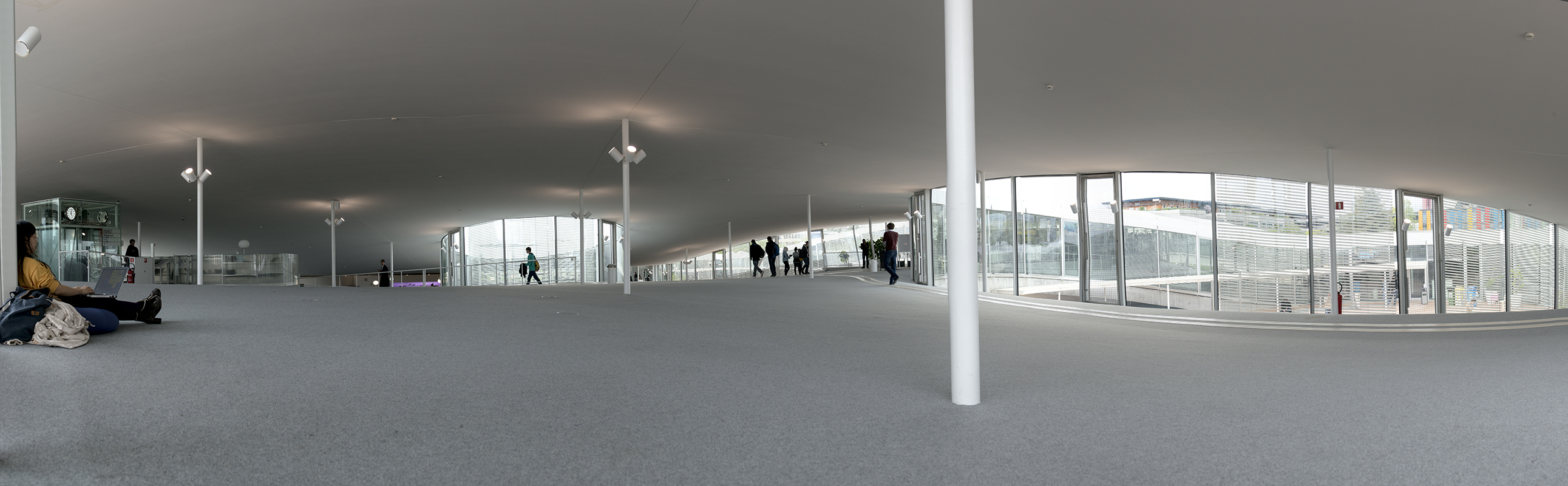
Interno dell'edificio.

- Libreria multimediale: 500.000 volumi
- Aree di lavoro per studenti - 860 posti
- Sala polifunzionale "Forum Rolex" - 600 posti
- Caffè e bar - 53 posti + esterno
- Area ristorazione - 128 posti + esterno
- Ristorante - 80 posti
- Centro carriere
- Ufficio del personale della biblioteca
- Collezione di libri preziosi dell'EPFL
- Student Association Office (AGEPoly)
- Dipartimento Alumni (Alumni dell'EPFL)
- Laboratorio di ricerca per l'interazione uomo-computer nell'apprendimento e nell'istruzione
- Centro per l'Educazione Digitale - CEDE
- Presses polytechniques et universitaires romandes (EPFL Press)
- Filiale Banca Crédit suisse
- Libreria "La Fontaine"
- Parcheggio (500 posti)

## Eventi

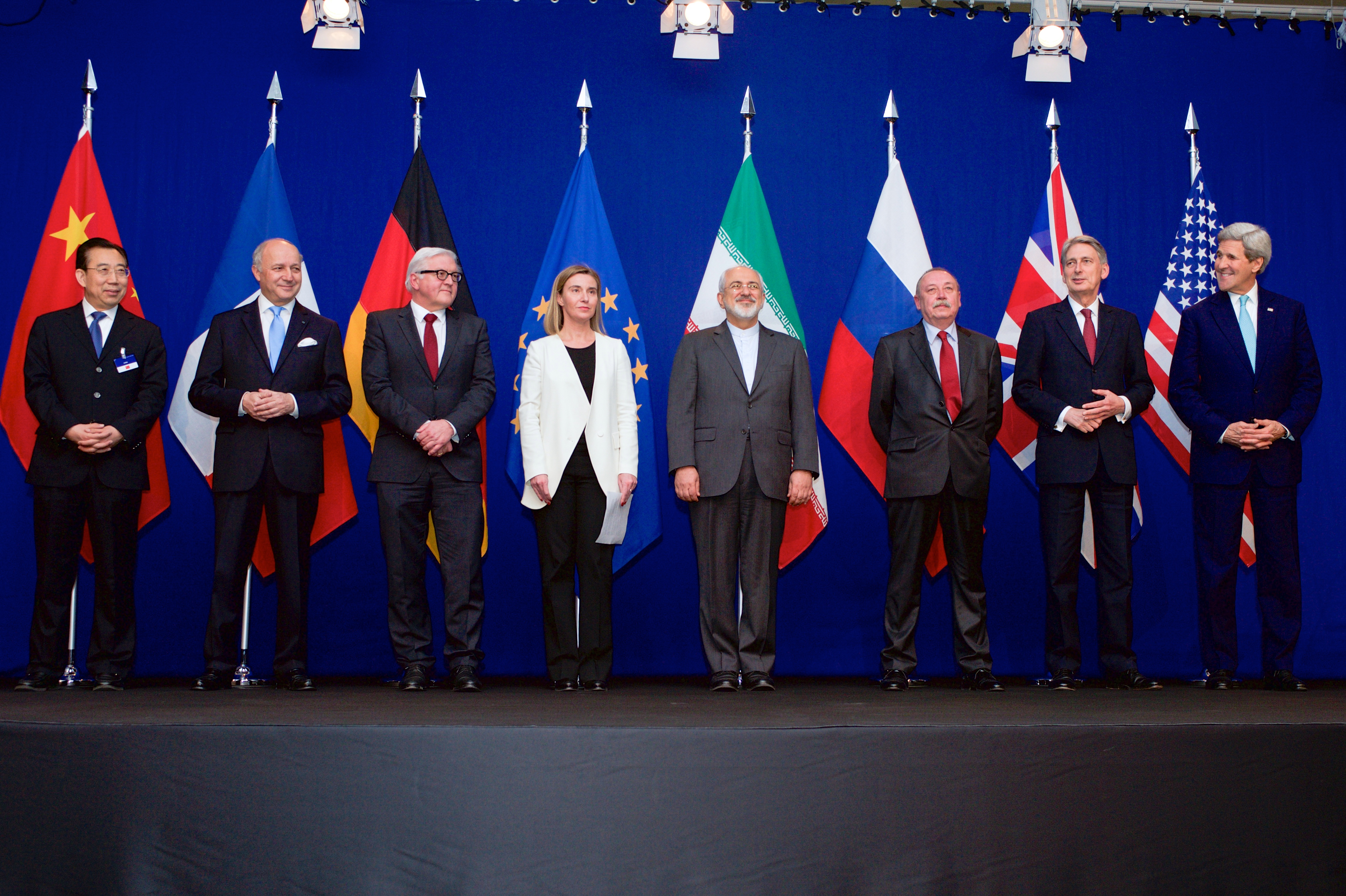
I ministri degli affari esteri di Francia, Germania, Unione europea, Iran, Regno Unito e Stati Uniti, nonché diplomatici cinesi e russi che annunciano il quadro per l'Accordo sul nucleare iraniano, nell'auditorio "Forum Rolex" del Rolex Learning Center (2 aprile 2015).

Il 2 aprile 2015, la conferenza stampa di Federica Mogherini (Alto rappresentante dell'Unione europea per gli affari esteri e la politica di sicurezza) e Mohammad Javad Zarif (ministro degli affari esteri dell'Iran) in seguito ai negoziati dei ministri degli affari esteri di Stati Uniti, Regno Unito, Russia, Germania, Francia, Cina, Unione Europea e Iran per un accordo sul programma nucleare iraniano (nei giorni precedenti al Palazzo Beau-Rivage) si è tenuto nel Rolex Learning Center.

## Nella cultura di massa
Parte del film L'amore è un crimine perfetto del 2014 è stato filmato al Rolex Learning Centre.